# Noruega en los Juegos Paralímpicos de Innsbruck 1988
Noruega estuvo representada en los Juegos Paralímpicos de Innsbruck 1988 por un total de 21 deportistas, 17 hombres y cuatro mujeres.

## Medallistas
El equipo paralímpico noruego obtuvo las siguientes medallas:
| Nombre                                                         | Deporte                    | Evento                                   |
| -------------------------------------------------------------- | -------------------------- | ---------------------------------------- |
| Oro                                                            |                            |                                          |
| Svein Lilleberg                                                | Biatlón                    | 7,5 km LW4 masculino                     |
| Ragnhild Myklebust                                             | Carrera de trineo en hielo | 100 m grado II femenino                  |
| Ragnhild Myklebust                                             | Carrera de trineo en hielo | 700 m grado II femenino                  |
| Ragnhild Myklebust                                             | Carrera de trineo en hielo | 1000 m grado II femenino                 |
| Sylva Olsen                                                    | Carrera de trineo en hielo | 500 m grado II femenino                  |
| Knut Lundstrøm                                                 | Carrera de trineo en hielo | 100 m grado II masculino                 |
| Knut Lundstrøm                                                 | Carrera de trineo en hielo | 500 m grado II masculino                 |
| Knut Lundstrøm                                                 | Carrera de trineo en hielo | 1000 m grado II masculino                |
| Knut Lundstrøm                                                 | Carrera de trineo en hielo | 1500 m grado II masculino                |
| Cato Zahl Pedersen                                             | Esquí alpino               | Descenso LW5/7 masculino                 |
| Cato Zahl Pedersen                                             | Esquí alpino               | Eslalon gigante LW5/7 masculino          |
| Kirsti Hoøen                                                   | Esquí de fondo             | 2,5 km distancia corta grado I femenino  |
| Kirsti Hoøen                                                   | Esquí de fondo             | 5 km distancia larga grado I femenino    |
| Ragnhild Myklebust                                             | Esquí de fondo             | 2,5 km distancia corta grado II femenino |
| Ragnhild Myklebust                                             | Esquí de fondo             | 5 km distancia larga grado II femenino   |
| Sissel Sørensen                                                | Esquí de fondo             | 10 km distancia larga B3 femenino        |
| Knut Lundstrøm                                                 | Esquí de fondo             | 5 km distancia corta grado II masculino  |
| Knut Lundstrøm                                                 | Esquí de fondo             | 10 km distancia larga grado II masculino |
| Terje Gruer                                                    | Esquí de fondo             | 5 km distancia corta LW3/9 masculino     |
| Terje Gruer                                                    | Esquí de fondo             | 10 km distancia larga LW3/9 masculino    |
| Terje Johansen                                                 | Esquí de fondo             | 10 km distancia larga grado I masculino  |
| Hans Anton Ålien                                               | Esquí de fondo             | 15 km distancia corta B1 masculino       |
| Terje Johansen Knut Lundstrøm Erik Sandbraaten                 | Esquí de fondo             | 3 × 2,5 km grado I-II masculino          |
| Svein Lilleberg Svein Tore Fauskerud Terje Gruer Viggo Norseth | Esquí de fondo             | 4 × 5 km LW2-9 masculino                 |
| Hans Anton Ålien Arild Hovslien Terje Løvås Åsmund Tveit       | Esquí de fondo             | 4 × 10 km B1-3 masculino                 |
| Plata                                                          |                            |                                          |
| Sylva Olsen                                                    | Carrera de trineo en hielo | 100 m grado II femenino                  |
| Sylva Olsen                                                    | Carrera de trineo en hielo | 700 m grado II femenino                  |
| Sylva Olsen                                                    | Carrera de trineo en hielo | 1000 m grado II femenino                 |
| Ragnhild Myklebust                                             | Carrera de trineo en hielo | 500 m grado II femenino                  |
| Erik Sandbraaten                                               | Carrera de trineo en hielo | 500 m grado II masculino                 |
| Erik Sandbraaten                                               | Carrera de trineo en hielo | 1000 m grado II masculino                |
| Erik Sandbraaten                                               | Carrera de trineo en hielo | 1500 m grado II masculino                |
| Terje Johansen                                                 | Carrera de trineo en hielo | 500 m grado I masculino                  |
| Terje Johansen                                                 | Carrera de trineo en hielo | 700 m grado I masculino                  |
| Rolf Einar Pedersen                                            | Carrera de trineo en hielo | 100 m grado II masculino                 |
| Sylva Olsen                                                    | Esquí de fondo             | 2,5 km distancia corta grado II femenino |
| Sylva Olsen                                                    | Esquí de fondo             | 5 km distancia larga grado II femenino   |
| Sissel Sørensen                                                | Esquí de fondo             | 5 km distancia corta B3 femenino         |
| Svein Lilleberg                                                | Esquí de fondo             | 5 km distancia corta LW4 masculino       |
| Svein Lilleberg                                                | Esquí de fondo             | 15 km distancia larga LW4 masculino      |
| Terje Løvås                                                    | Esquí de fondo             | 15 km distancia corta B2 masculino       |
| Terje Løvås                                                    | Esquí de fondo             | 30 km distancia larga B2 masculino       |
| Erik Sandbraaten                                               | Esquí de fondo             | 5 km distancia corta grado II masculino  |
| Viggo Norseth                                                  | Esquí de fondo             | 10 km distancia larga LW2 masculino      |
| Åsmund Tveit                                                   | Esquí de fondo             | 15 km distancia corta B1 masculino       |
| Hans Anton Ålien                                               | Esquí de fondo             | 30 km distancia larga B1 masculino       |
| Bronce                                                         |                            |                                          |
| Svein Tore Fauskerud                                           | Biatlón                    | 7,5 km LW4 masculino                     |
| Kirsti Hoøen                                                   | Carrera de trineo en hielo | 100 m grado II femenino                  |
| Kirsti Hoøen                                                   | Carrera de trineo en hielo | 500 m grado II femenino                  |
| Kirsti Hoøen                                                   | Carrera de trineo en hielo | 700 m grado II femenino                  |
| Kirsti Hoøen                                                   | Carrera de trineo en hielo | 1000 m grado II femenino                 |
| Rolf Einar Pedersen                                            | Carrera de trineo en hielo | 500 m grado II masculino                 |
| Rolf Einar Pedersen                                            | Carrera de trineo en hielo | 1000 m grado II masculino                |
| Erik Sandbraaten                                               | Carrera de trineo en hielo | 100 m grado II masculino                 |
| Terje Johansen                                                 | Carrera de trineo en hielo | 300 m grado I masculino                  |
| Atle Haglund                                                   | Carrera de trineo en hielo | 1500 m grado II masculino                |
| Svein Tore Fauskerud                                           | Esquí de fondo             | 5 km distancia corta LW4 masculino       |
| Erik Sandbraaten                                               | Esquí de fondo             | 10 km distancia larga grado II masculino |
| Svein Tore Fauskerud                                           | Esquí de fondo             | 15 km distancia larga LW4 masculino      |
| Åsmund Tveit                                                   | Esquí de fondo             | 30 km distancia larga B1 masculino       |